# Direkte Demokratie in Bayern
Instrumente der direkten Demokratie in Bayern ermöglichen den Bürgern sowohl auf Landesebene als auch in Gemeinden und Landkreisen (kommunale Ebene) an der politischen Entscheidungsfindung mitwirken.

## Direkte Demokratie auf Landesebene
Mit der Gründung des Freistaats Bayern 1919 wurden bereits in der Bamberger Verfassung auf Landesebene die direkt-demokratischen Instrumente Volksbegehren und Volksentscheid eingeführt. Auch die Verfassung des Freistaates Bayern  von 1946 sah von Anfang an die Volksgesetzgebung als Ergänzung zur repräsentativen Demokratie vor. Zudem kann mittels Volksbegehren und Volksentscheid der Bayerische Landtag vom Volk abberufen werden.

### Volksgesetzgebung
In Bayern werden Gesetze neben dem Bayerischen Landtag auch vom Volk durch Volksentscheide beschlossen. Das Volk kann durch ein Volksbegehren einen Gesetzesvorschlag einbringen. Zudem müssen alle Änderungen der Landesverfassung durch einen Volksentscheid bestätigt werden.
Die Volksgesetzgebung zergliedert sich in ein dreistufiges Verfahren aus
- dem Antrag auf Zulassung eines Volksbegehrens,
- dem Volksbegehren und
- dem Volksentscheid.

Zur Beantragung eins Volksbegehrens sind Unterschriften von 25.000 Stimmberechtigten erforderlich, wobei Begehren zum Staatshaushalt unzulässig sind. Wird das beantragte Volksbegehren für zulässig erklärt, folgt die Festsetzung eines Eintragungszeitraums für das Volksbegehren. Innerhalb von zwei Wochen müssen sich dann 10 % der Stimmberechtigten für das Begehren eintragen, damit dieses rechtsgültig wird. Die Listen dazu liegen in Amtsräumen aus. Wird diese Hürde erreicht, wird der Gesetzesvorschlag dem Landtag unterbreitet. Nimmt der Landtag den Gesetzentwurf nicht an, findet ein Volksentscheid statt. Spricht sich eine Mehrheit der Abstimmenden für den Entwurf des Volksbegehrens aus, wird dieser Gesetz. Ein Zustimmungsquorum von 25 % aller Stimmberechtigten ist nur erforderlich, falls das Volksbegehren eine Verfassungsänderung umfasst.
Seit 1946 fanden in Bayern 14 Volksentscheide (einschl. der Abstimmung über die Bayerische Verfassung) statt, von denen sechs durch ein Volksbegehren initiiert wurden. Zehn Volksentscheide umfassten Verfassungsänderungen. Vier Volksbegehren waren bisher auch im Volksentscheid erfolgreich. Sie hatten die Rundfunkfreiheit, die Einführung von kommunalen Bürgerbegehren und Bürgerentscheiden (siehe unten), die Abschaffung des Bayerischen Senats und den Nichtraucherschutz zum Gegenstand.

### Abberufung des Landtags
Gemäß der Bayerischen Verfassung kann durch ein Volksbegehren und einen Volksentscheid auch der Bayerische Landtag abberufen, also aufgelöst, werden. Die Einzelheiten dazu sind in Art. 83 ff. des Landeswahlgesetzes geregelt.
Zur Abberufung des Landtags muss ein Volksbegehren entsprechend dem obigen Verfahren erfolgreich sein, allerdings ist hier die Eintragung von einer Million Stimmberechtigten erforderlich (und nicht von 10 % der Stimmberechtigten). Wird diese Hürde erreicht, findet ein Volksentscheid statt.
Der Landtag wird abberufen, wenn sich im Volksentscheid die Mehrheit der abgegebenen gültigen Stimmen dafür ausspricht. Die Abberufung ist dann vom Landtagspräsidenten umgehend zu vollziehen.
Im Übrigen finden für die Durchführung von Volksbegehren und Volksentscheid die Vorschriften zur Volksgesetzgebung in Bayern entsprechende Anwendung.

## Direkte Demokratie in Gemeinden und Landkreisen
Auch auf kommunaler Ebene (Gemeinden und Landkreise) stehen in Bayern Instrumente direkter Demokratie als Ergänzung zur grundsätzlichen repräsentativen Vertretung durch Gemeinderat (Deutschland) oder Stadtrat bzw. Kreistag zur Verfügung.
Dies sind vor allem Bürgerbegehren und Bürgerentscheid aber auch Bürgerantrag sowie in Gemeinden die Bürgerversammlung. Allerdings führen nur Bürgerbegehren und Bürgerentscheid zwingend eine Sachentscheidung herbei. Bürgeranträge und Empfehlungen einer Bürgerversammlung müssen vom Gemeinderat oder Kreistag lediglich „behandelt“ werden.

### Bürgerversammlung
Die Bürgerversammlung ist das einzige Instrument zur kommunalen Bürgerbeteiligung, welches von Anfang an in der bayerischen Gemeindeordnung (GO) vorgesehen war. Die Bürgerversammlung ist in
GO geregelt, auf der Ebene der Landkreise gibt es sie nicht. Eine Bürgerversammlung ist nach folgenden Vorschriften einzuberufen:
- Einmal im Jahr muss der erste Bürgermeister eine Bürgerversammlung einberufen.
- Der Gemeinderat kann beschließen, dass weitere Bürgerversammlungen stattfinden sollen.
- Wenn eine bestimmte Mindestzahl von Gemeindebürgern schriftlich beantragt, dass eine Bürgerversammlung stattfinden soll. In Gemeinden bis 10.000 Einwohner sind dazu 5 % der Gemeindebürger, in größeren Gemeinden 2,5 % der Gemeindebürger notwendig. In diesem Weg kann nur einmal pro Jahr eine Bürgerversammlung einberufen werden.

In Städten mit mehr als 100.000 Einwohnern soll die Bürgerversammlung jeweils für die Stadtbezirke stattfinden, ebenso in Teilen größerer Gemeinden, welche am 18. Januar 1952 (Inkrafttreten der Gemeindeordnung) noch selbstständige Gemeinden waren.
Grundsätzlich können nur Gemeindebürger das Wort auf der Bürgerversammlung ergreifen, Ausnahmen müssen von der Versammlung beschlossen werden. Die Bürgerversammlung kann Empfehlungen beschließen, welche innerhalb von drei Monaten vom Gemeinderat behandelt werden müssen. Dazu reicht es aus, dass das entsprechende Thema in die Tagesordnung einer Gemeinderatssitzung aufgenommen wird. Der Gemeinderat ist aber nicht verpflichtet, eine Entscheidung über die Sachfrage herbeizuführen.

### Bürgerbegehren und Bürgerentscheid
Mit Bürgerbegehren und Bürgerentscheid stehen in Bayern auch auf kommunaler Ebene direkt-demokratische Instrumente zur Verfügung. Damit können Angelegenheiten des eigenen Wirkungskreises einer Gemeinde oder eines Landkreises von den Gemeinde- bzw. Kreisbürgern selbst beschlossen werden.
Bürgerbegehren und Bürgerentscheide waren zunächst weder in der Bayerischen Verfassung noch in der Gemeinde- bzw. Landkreisordnung vorgesehen. Diese Verfahren wurden erst 1995 selbst im Wege der direkten Demokratie eingeführt. Dazu war auf Landesebene das Volksbegehren „Mehr Demokratie in Bayern: Bürgerentscheide in Gemeinden und Kreisen“ auch im Volksentscheid erfolgreich, durch welches diese Instrumente in die Bayerische Verfassung (Art. 7 und Art. 12) sowie in die bayerische Gemeindeordnung GO und Landkreisordnung (Art. 12a LKrO) eingeführt wurden.
Das Verfahren ist zweistufig und besteht aus
- Bürgerbegehren und
- Bürgerentscheid.

Für ein Bürgerbegehren muss zunächst eine ausreichende Anzahl von Unterstützungsunterschriften gesammelt werden. Die notwendige Mindestzahl richtet sich nach der Einwohnerzahl der Kommune und liegt zwischen 3 % und 10 % der Gemeinde- oder Kreisbürger, in kleineren Kommunen ist ein größerer prozentualer Anteil notwendig. Ist diese Hürde erreicht und das Bürgerbegehren zulässig, kann der Gemeinderat bzw. der Kreistag das Begehren übernehmen, andernfalls findet ein Bürgerentscheid statt. Das Kommunalgremium ist aber nicht verpflichtet, die Sachfrage zu behandeln. Die Abhaltung eines Bürgerentscheides kann aber auch ohne vorheriges Bürgerbegehren vom Gemeinderat oder Kreistag beschlossen werden (sogenanntes Ratsbegehren). Ein Bürgerentscheid ist entsprechend der Mehrheit der abgegebenen Stimmen entschieden, sofern diese Mehrheit das notwendige Abstimmungsquorum überschreitet. Das Quorum liegt zwischen 10 % und 20 % der Stimmberechtigten, wiederum abhängig von der Einwohnerzahl der Kommune. Ein erfolgreicher Bürgerentscheid wirkt wie ein Beschluss des Gemeinderats oder Kreistags.
Von November 1995 bis August 2010 fanden in Bayern insgesamt 1.694 Bürgerbegehren und 981 Bürgerentscheide (davon 78 vom Gemeinderat initiiert) statt. Etwa jeder zweite Bürgerentscheid endet im Sinne der Initiatoren. In 49 % der Entscheide wurden der Vorschlag des Bürger- oder Ratsbegehrens angenommen, zu 45 % abgelehnt und 6 % der Bürgerentscheide scheitern am notwendigen Quorum.

### Bürgerantrag
1999 wurde zusätzlich die Möglichkeit des Bürgerantrags geschaffen, dieser ist in Art. 18b GO beziehungsweise Art. 12b LKrO geregelt. Demnach können die Gemeindebürger (Kreisbürger) beantragen, dass sich ein Kommunalorgan mit einer Angelegenheit befassen muss. Notwendig sind hierzu die Unterschriften von mindestens 1 % der Gemeindeeinwohner (Kreiseinwohner), wobei nur die Gemeindebürger (Kreisbürger) unterschriftsberechtigt sind. Vergleichbar mit Empfehlungen der Bürgerversammlung ist das angesprochene Kommunalorgan aber nicht verpflichtet, eine Entscheidung in der Sachfrage zu treffen.